# Französische Eishockeymeisterschaft 1926/27
Die Saison 1926/27 war die zwölfte Spielzeit der französischen Meisterschaft, der höchsten französischen Eishockeyspielklasse. Meister wurde zum insgesamt vierten Mal in der Vereinsgeschichte der Chamonix Hockey Club.

## Meisterschaftsfinale
- Chamonix Hockey Club – Club des Sports d’Hiver de Paris 2:0 (0:0, 2:0)